# Marco Gentile (motociclista)
Marco Gentile (Ginevra, 21 agosto 1959 – Nogaro, 18 novembre 1989) è stato un pilota motociclistico svizzero.

## Carriera
Diplomatosi in un istituto tecnico per meccanici automobilistici, Gentile iniziò a correre in moto nel 1980, disputando il campionato svizzero juniores e vincendo in quella stagione la sua prima gara.
Vice campione svizzero della classe 250 nel 1982, l'anno successivo partecipò al campionato Europeo Velocità nella quarto di litro, passando nel 1984 a correre in classe 500, terminando l'Europeo in trentunesima posizione e facendo il suo esordio nel motomondiale in occasione del GP di Spagna, concluso con un ritiro dopo cinque giri.
Nel 1985 fu campione europeo della 500, e continuò a correre nel Mondiale: fu in occasione del GP di Francia che Gentile conobbe il tecnico francese Claude Fior, noto nell'ambiente delle competizioni per la sua 500 dalle soluzioni anticonvenzionali.
Per la stagione 1986 Gentile continuò la collaborazione con Fior, correndo con la mezzo litro sviluppata dal tecnico francese ed ottenendo come miglior risultato l'undicesimo posto al GP di Svezia, sfiorando la zona punti. I risultati migliorarono l'anno successivo, con il decimo posto al GP di San Marino, che valse il primo punto iridato per lo svizzero e per la Fior, e nella stagione 1988, con Gentile che riuscì a ottenere otto punti e la ventitreesima posizione nella classifica finale.
Nel 1989 Gentile e la Fior ottennero buoni risultati, andando a punti nella maggior parte dei GP (con il quarto posto del GP delle Nazioni - boicottato dai piloti ufficiali - come miglior risultato) e terminando il campionato al diciassettesimo posto, a pari merito con Randy Mamola, pilota ufficiale Cagiva. Terminata la stagione Gentile e Fior studiarono una 250 da GP con motore Rotax per il Motomondiale 1990; provando un kart sul circuito di Nogaro, Gentile perse il controllo del mezzo schiantandosi su un guard-rail e perdendo la vita sul colpo.

## Risultati nel motomondiale

### Classe 500
| 1984 | Classe | Moto   |  |  |     |  |  |    |    |  |     |  |     |    |  |  |  | Punti | Pos. |
| ---- | ------ | ------ |  |  | --- |  |  | -- | -- |  | --- |  | --- | -- |  |  |  | ----- | ---- |
| 1984 | 500    | Yamaha |  |  | Rit |  |  | 20 | 17 |  | Rit |  | Rit | 15 |  |  |  | 0     |      |

| 1985 | Classe | Moto           |  |  |    |  |    |  |  |  |     |  |  |  |  |  |  | Punti | Pos. |
| ---- | ------ | -------------- |  |  | -- |  | -- |  |  |  | --- |  |  |  |  |  |  | ----- | ---- |
| 1985 | 500    | Yamaha e Honda |  |  | 14 |  | 25 |  |  |  | Rit |  |  |  |  |  |  | 0     |      |

| 1986 | Classe | Moto       |    |     |     |     |    |    |     |    |     |    |     |    |  |  |  | Punti | Pos. |
| ---- | ------ | ---------- | -- | --- | --- | --- | -- | -- | --- | -- | --- | -- | --- | -- |  |  |  | ----- | ---- |
| 1986 | 500    | Fior-Honda | 19 | Rit | Rit | Rit | 15 | 11 | Rit | 12 | Rit | 11 | Rit | NE |  |  |  | 0     |      |

| 1987 | Classe | Moto       |     |    |     |     |     |    |    |    |    |    |     |    |     |    |    | Punti | Pos. |
| ---- | ------ | ---------- | --- | -- | --- | --- | --- | -- | -- | -- | -- | -- | --- | -- | --- | -- | -- | ----- | ---- |
| 1987 | 500    | Fior-Honda | Rit | 12 | Rit | Rit | Rit | 23 | 13 | 11 | 14 | 21 | Rit | 10 | Rit | 12 | 11 | 1     | 24º  |

| 1988 | Classe | Moto |     |     |     |     |    |    |     |    |    |     |    |    |    |    |     | Punti | Pos. |
| ---- | ------ | ---- | --- | --- | --- | --- | -- | -- | --- | -- | -- | --- | -- | -- | -- | -- | --- | ----- | ---- |
| 1988 | 500    | Fior | Rit | Rit | Rit | Rit | 14 | 17 | Rit | 15 | 30 | Rit | 17 | 20 | 19 | 11 | Rit | 8     | 24º  |

| 1989 | Classe | Moto |    |    |    |    |   |     |    |     |    |    |     |    |    |  |  | Punti | Pos. |
| ---- | ------ | ---- | -- | -- | -- | -- | - | --- | -- | --- | -- | -- | --- | -- | -- |  |  | ----- | ---- |
| 1989 | 500    | Fior | 20 | 13 | 12 | 12 | 4 | Rit | 14 | Rit | 14 | 12 | Rit | 13 | NP |  |  | 33    | 17º  |

| Legenda | 1º posto        | 2º posto            | 3º posto            | A punti      | Senza punti        | Grassetto – Pole position Corsivo – Giro più veloce |
| Legenda | Gara non valida | Non qual./Non part. | Ritirato/Non class. | Squalificato | '-' Dato non disp. | Grassetto – Pole position Corsivo – Giro più veloce |